# Institut de paléontologie des vertébrés et de paléoanthropologie
Pour les autres instituts au nom semblable, voir Institut de paléontologie.
L'Institut de paléontologie des vertébrés et de paléoanthropologie (en chinois : 中国科学院古脊椎动物与古人类研究所), en anglais Institute of Vertebrate Paleontology and Paleoanthropology (IVPP) est un institut de recherche chinois qui gère aussi un musée de fossiles, le musée paléozoologique de Chine. Il expose plusieurs dinosaures et ptérosaures (certains d'entre eux proviennent de la formation géologique d'Yixian). L'IVPP focalise ses recherches sur la paléontologie des vertébrés et la paléoanthropologie.
L'institution, basée à Pékin, est issue du laboratoire de recherche du Cénozoïque créé 1929, engagé dans le travail de fouille du site de l'homme de Pékin à Zhoukoudian, et géré par l'Académie chinoise des sciences. Ce laboratoire est devenu un institut de recherche à part entière en 1957.  Avec le temps, son personnel a augmenté ses collaborations internationales. De 1999 à 2005, l'IVPP a publié ou copublié 45 articles dans Nature et Science. 
La recherche paléontologique sur les vertébrés  de l'IVPP est centrée sur la morphologie, la taxonomie, la phylogénie, et la paléoécologie des divers groupes de vertébrés, ainsi que sur d'autres questions biogéographiques et paléoclimatologiques. L'étude paléoanthrologique menée par l'institut traite principalement de l'origine et de l'histoire évolutive de l'archéologie fossile humaine et paléolithique. 
Un article de Natural Science Review estime que les découvertes de l'IVPP, contribuant à une meilleure compréhension de l'évolution de la vie dans l'histoire de la Terre, place l'institut « à la pointe de la recherche paléontologique ». 

## Personnalités
- Yang Zhongjian
- Dong Zhiming
- Meemann Chang
- Zhao Xijin
- Jia Lanpo